# Гоуди, Изобель
Изобель Гоуди (англ. Isobel Gowdie; ~ 1632, Морейшир, ныне Хайленд, Шотландия) — в 1662 году проходила по процессу о ведовстве, поклонении Дьяволу и чёрной магии. Её подробное признание — не исключено, что оно явилось следствием её психоза — было достигнуто без применения пыток. Оно даёт наиболее подробный вид на европейский колдовской фольклор в конце эры охоты за ведьмами. Сведения о её казни отсутствуют.

## Процесс
Изобель Гоуди была обвиняемой в проходившем в Шотландии в апреле — мае 1662 года судебном процессе, на котором она добровольно призналась в том, что она ведьма и постоянно занималась колдовством. Согласно свидетельствам современников, это была рыжеволосая молодая женщина приятной внешности, состоявшая в браке с одним из шотландских крестьян, бездетная, и жившая с ним на хуторе в графстве Моришир.
Согласно показаниям Гоуди, она вступила в сношения с Дьяволом ещё в 1647 году. Тогда он явился ей как «элегантный господин в сером одеянии», стоявший на хорах в сельской церкви, с чёрной книгой в руках, и потребовавший у Изобель, чтобы она отреклась от Иисуса. Он высосал немного её крови, затем «окрестил» девушку этой кровью и нарёк именем Джанет, после чего заклеймил её плечо своим знаком. Гоуди описала Дьявола как высокого, чёрного и волосатого мужчину. Через два дня он навестил девушку у неё дома и спал с нею.
Изобель Гоуди описала также шабаши ведьм, в которых принимала участие. На них всегда присутствовало ровно 13 ведьм. На это чёрное празднество ведьмы слетались на стеблях ржи, бобовых стручках и т. п., приводя их в движение с помощью заклинаний. Если же во время такого полёта им кто-либо встречался, не успевший защитить себя крёстным знамением — то этот человек немедленно был убит заколдованными стрелами.
Гоуди также подробно рассказала, как проходили её половые сношения с Дьяволом и другими демонами, а также — как она превращалась в зайчиху и в кошку. О том, что она занималась «любовью» с демонами, лёжа в постели рядом с ничего не подозревавшим мужем; и что гигантский, чешуйчатый пенис Нечистого доставлял ей одновременно и боль, и удовольствие, семя же его было холодным, как лёд. Дьявол «сношался» также и со всеми другими ведьмами, иногда принимая обличье оленя или быка.
Шабаши ведьм, в которых принимала участие И. Гоуди, происходили по ночам, периодически. Чтобы отвлечь внимание мужа, Изобель клала рядом с ним в постель заколдованную ручку от метлы, и супруг воображал, что жена всё время находиться близ него.
Изобель поведала судьям во время процесса, как она, вместе с другими колдуньями, вызывала бури — с тем, чтобы навредить соседям. Для этого они били по камням мокрыми тряпками и произносили при этом заклинания. Они также превращали плодородную пашню в бесплодную землю тем, что перепахивали её крохотными плугами, в которые впрягали жаб. Среди других видов злого колдовства была порча детей при помощи волшебных кукол, в которые ведьмы втыкали иглы, а также наведение града на поля с созревающим урожаем — для этого выкапывался из безымянной могилы некрещёный ребёнок и затем зарывался в куче навоза во дворе крестьянина, урожай которого подвергался уничтожению. Ведьмы также убивали людей заколдованными стрелами и кольями.
Изобель Гоуди созналась, что была ведьмой более 15 лет и на суде в буквальном смысле требовала для себя наказания. «Я не заслужила того, чтобы вот так безнаказанно сидеть здесь среди вас» — заявила она судьям — «Гораздо в большей степени мне подходит быть разложенной на железной скамье пыток». Что подвигло эту женщину — через столько лет занятий чёрной магией — признаться в содеянном и почёму она в этом раскаялась, к сожалению, неизвестно. Неизвестно также, какое решение по этому делу вынес шотландский суд, как и дальнейшая судьба Изобел Гоуди и обвинённых вместе с ней других ведьм.
Некоторые из сохранившихся в судебных документах заклинания И. Гоуди дошли до наших дней, они имеют стихотворную форму и были включены в ряд антологий женской поэзии Нового времени (например, Early Modern Women Poets: 1520—1700, Oxford University Press и в World Poetry: An Anthology of Verse from Antiquity to Our Time). Случай с Изобел Гоуди также нашёл отражение в многочисленных литературных и музыкальных произведениях XIX—XX столетий — у таких авторов, как Грэм Мастертон, Джейн Панкхёрст, Дж. У.Броди-Иннеса, у шотландского композитора Джеймса Макмиллана и др.